# Junior M.A.F.I.A.
Junior M.A.F.I.A (de afkorting staat voor Masters At Finding Intelligent Attitudes) is een voormalige Amerikaanse hiphopgroep samengesteld door eastcoast-rapper The Notorious B.I.G. (ook wel Biggie genoemd) aan het begin van de jaren 90.
Hun debuutalbum Conspiracy (Undeas/Big Beat) verscheen in 1995 en werd met goud bekroond. De groep bestond uit twee afzonderlijke groepen en vier personen: The 6s (Little Caesar, Bugsy, Capone, Chico en Nino Brown) en The Snakes (de neven Larceny en Trife), en daarnaast MC Klepto, Mr. Bristal, Chico Del Vec en Lil' Kim. De rapteksten waren vooral gebaseerd op seks, drugs, geld en wapens. De single "Get Money" hielp Lil' Kim haar eigen solocarrière te beginnen.
De groep viel kort na de moord op The Notorious B.I.G. (in 1997) uiteen.